# Lubiejewo (stanowisko archeologiczne)
Lubiejewo – Stanowisko archeologiczne z okresu Kultury ceramiki sznurowej
W czerwcu 1912 roku we wsi Lubiejewo przeprowadzone zostały oglądowe wykopaliska archeologiczne pod kierownictwem Stefana Krukowskiego.
Materiał z wykopalisk zinwentaryzowany został pod numerem 22133 Muzeum przedhistorycznego Erazma Majewskiego.